# Hemiceras jacksoni
Hemiceras jacksoni är en fjärilsart som beskrevs av William James Kaye 1924. Hemiceras jacksoni ingår i släktet Hemiceras och familjen tandspinnare. Inga underarter finns listade i Catalogue of Life.